# Ischalis gallaria
Ischalis gallaria là một loài bướm đêm trong họ Geometridae.